# Shut 'Em Down (Onyx)
Shut 'Em Down è il terzo album del gruppo hardcore hip hop Onyx. Il disco fu il migliore debutto per il gruppo, entrando subito alla posizione numero 10 della classifica Billboard 200. Il singolo React contiene la prima apparizione dell'allora sconosciuto 50 Cent.

## Tracce
1. It Was Onyx (Skit) – 0:48
2. Raze It Up – 4:00
3. Street Nigguz (feat. X-1) – 4:54
4. Shut 'Em Down (feat. DMX) – 3:58
5. Broke Willies (feat. X-1) – 3:49
6. For Nothin' (Skit) – 0:18
7. Rob and Vic (feat. X-1) – 4:54
8. Face Down – 4:40
9. Cops (Skit) – 0:51
10. Conspiracy – 4:31
11. Black Dust – 3:54
12. One Nation (Skit) – 0:37
13. React (feat. 50 Cent) – 4:09
14. Veronica – 4:29
15. Fuck Dat – 4:58
16. Ghetto Starz (feat. Mr. Cheeks) – 3:34
17. Take That – 1:27
18. The Worst/Overshine (feat. Raekwon, Method Man, X-1 & Killa Sin) – 10:41
19. Shut 'Em Down (Remix) (feat. Big Pun & Noreaga) – 4:14